# شهرستان هاردین (تنسی)
شهرستان هاردین، تنسی (به انگلیسی: Hardin County, Tennessee) یک سکونتگاه مسکونی در ایالات متحده آمریکا است که در تنسی واقع شده‌است.

## خصوصیات
شهرستان هاردین ۱٬۵۴۴ کیلومترمربع مساحت دارد.